# Kotuń (Szydłowo)
Kotuń (deutsch Kattun) ist ein Dorf in der Landgemeinde (Gmina) Szydłowo (Groß Wittenberg) im Powiat Pilski (Schneidemühler Kreis) der polnischen Woiwodschaft Großpolen.

## Geographische Lage
Das Dorf liegt im Netzedistrikt des ehemaligen Westpreußen, etwa zwanzig Kilometer südöstlich von Wałcz (Deutsch Krone) und acht Kilometer westsüdwestlich von Schneidemühl.

## Geschichte

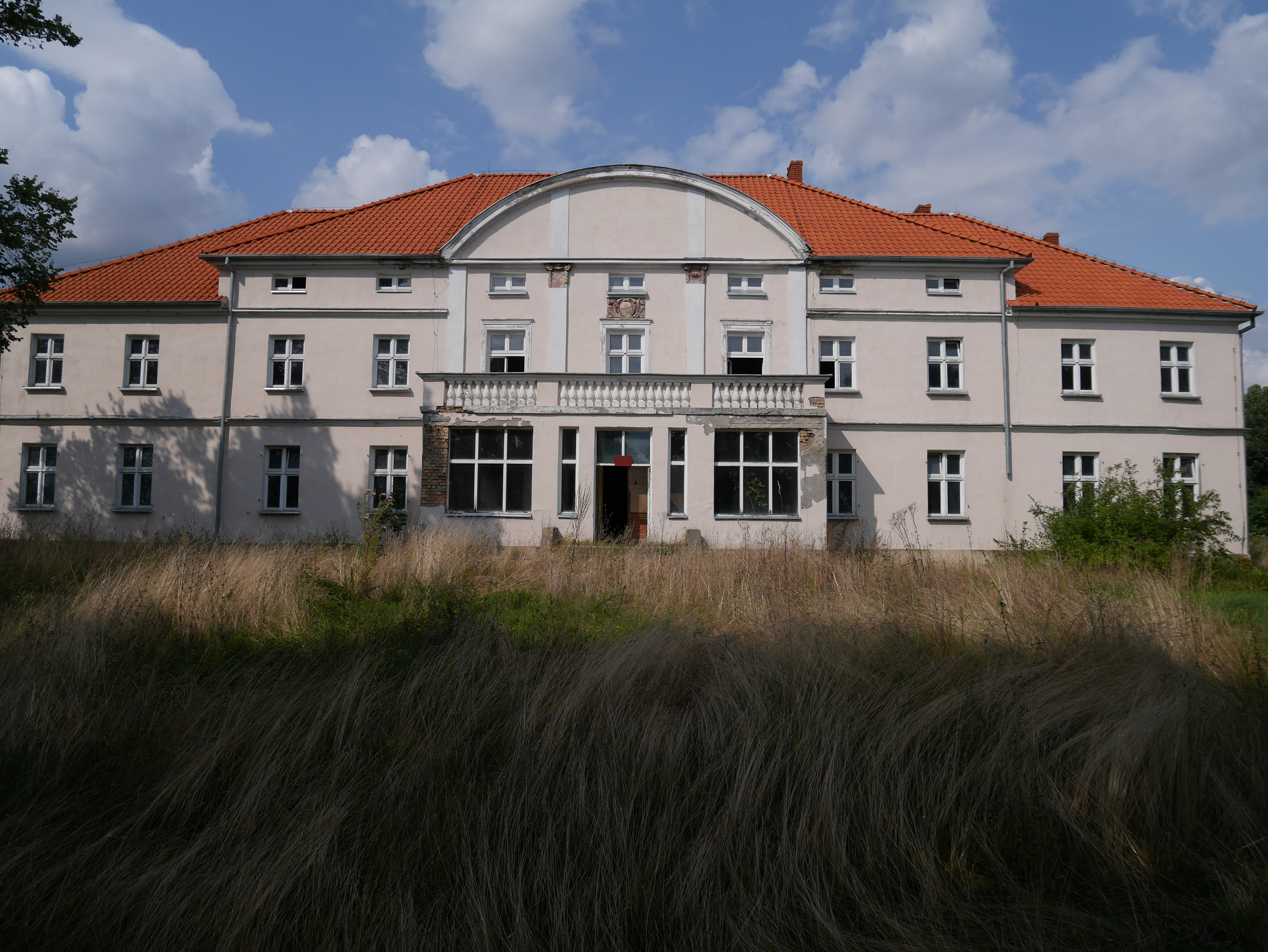
Ehemaliges Gutshaus Kattun (Aufnahme 2014)

Ältere Ortsbezeichnungen sind Kotonia (Ende 16. Jh.) sowie Kotun und Kotuna (1660), neupolnisch Kotuń. 1586 war hier noch kein Dorf, und die Gegend war bewaldet. Der Ortsname Katun war ursprünglich der Name eines Bachs und kann mit ‚Katzbach‘ frei übersetzt werden. Der Starost von Ujście (Usch) legte hier ein Vorwerk an. Im Zweiten Nordischen Krieg wurden die Gebäude verwüstet und waren 1660 noch nicht wieder aufgebaut.
Auf der Flur der Bielawen-Wiesen in der Nähe befand sich einst das Anwesen des Kilian Pobolski, nach dem der Pobolskidamm und die Kiliansbrücke benannt sind.
Um 1930 hatte die Gemeinde Kattun fünf Wohnplätze:
- Bahnhof Stöwen
- Gut Kattun
- Kattun
- Kegelshöh
- Klappstein

Im Jahr 1945 gehörte Kattun zum Landkreis Deutsch Krone im Regierungsbezirk Grenzmark Posen-Westpreußen der preußischen Provinz Pommern des Deutschen Reichs. Kattun war dem Amtsbezirk Krummfließ zugeordnet.
Im Februar 1945 wurde Kattun von der Roten Armee besetzt. Nach Beendigung der Kampfhandlungen wurde die Region seitens der sowjetischen Besatzungsmacht zusammen mit ganz Hinterpommern und der südlichen Hälfte Ostpreußens – militärische Sperrgebiete ausgenommen – der Volksrepublik Polen zur Verwaltung überlassen. Es wanderten nun Polen zu. Kattun wurde unter der polnischen Ortsbezeichnung „“ verwaltet. Die einheimische Bevölkerung wurde von der polnischen Administration aus Kattun vertrieben.

## Demographie
| Jahr | Einwohner | Anmerkungen |
| ---- | --------- | --- |
| 1783 | –         | königliches Dorf und Vorwerk, im Netzedistrikt, Kreis Krone, 23 Feuerstellen (Haushaltungen) |
| 1818 | 187       | davon 147 im königlichen Dorf und vierzig auf dem königlichen Vorwerk |
| 1910 | 444       | am 1. Dezember, davon 241 im Dorf (154 Evangelische, 87 Katholiken; neun Personen mit polnischer Muttersprache) und 203 im Gutsbezirk (102 Evangelische, 101 Katholiken; 22 Personen mit polnischer Muttersprache) |
| 1925 | 585       | darunter 374 Evangelische und 206 Katholiken |
| 1933 | 485       | [ 6 ] |
| 1939 | 460       | [ 6 ] |

## Kirche
Die Protestanten des Dorfes gehörten zur Pfarrei Groß Wittenberg.